# Sagar Kanya
Die Sagar Kanya ist ein indisches Forschungsschiff.

## Allgemeines
Das Schiff wurde Anfang der 1980er Jahre auf der Schlichting-Werft gebaut. Der Stapellauf erfolgte am 3. September 1982. Am 25. März 1983 wurde das Schiff an das Department of Ocean Development in Indien übergeben. Finanziert wurde es im Rahmen der deutsch-indischen Entwicklungszusammenarbeit durch einen Kredit der Kreditanstalt für Wiederaufbau (KfW). Die damalige RF Reedereigemeinschaft Forschungsschiffahrt in Bremen war für den Auftraggeber beratend tätig und für die Bauaufsicht zuständig.
Das Schiff wird vom National Institute of Oceanography betrieben. Haupteinsatzgebiete des von ABS Marine Services in Chennai bereederten Schiffs sind der Indische Ozean mit Arabischem Meer und Golf von Bengalen.

## Technische Daten und Ausstattung
Der Antrieb des Schiffes erfolgt dieselelektrisch. Die Propulsion erfolgt durch vier Elektromotoren, die auf zwei Propeller wirken. Für die Stromerzeugung wurden fünf Dieselgeneratoraggregate, ursprünglich bestehend aus fünf Sechszylinder-Dieselmotoren des Herstellers MaK mit jeweils 965 kW Leistung und fünf AEG-Generatoren verbaut. Die Stromerzeugungsaggregate wurden 2005 ausgetauscht. Die Generatoren werden nun von fünf Viertakt-Sechszylinder-Dieselmotoren des Typs Wärtsilä 6L20 mit jeweils 1140 kW Leistung angetrieben. Weiterhin steht ein von einem Dieselmotor mit 320 kW Leistung angetriebener Notgenerator zur Verfügung.
Das Schiff ist mit einem Bugstrahlruder ausgestattet. 2005 wurde ein einfahrbarer Jetantrieb am Heck nachgerüstet, um das Schiff für dynamische Positionierung tauglich zu machen.
Für die Forschungsarbeiten befinden sich 13 Labore mit insgesamt 370 m² Fläche an Bord. Das offene Arbeitsdeck am Heck des Schiffes ist 470 m² groß. An Bord befinden sich mehrere Hebewerkzeuge, darunter ein Heckgalgen mit einer Hebekapazität von 22 t. Weiterhin ist das Schiff mit verschiedenen Winden und Sonaranlagen ausgerüstet.
An Bord ist Platz für insgesamt 91 Personen, 60 Besatzungsmitglieder und 31 Wissenschaftler. Das Schiff kann bis zu 45 Tage auf See bleiben.